# Jamaica en la Copa Mundial de Fútbol de 1998
La Selección de Jamaica fue una de las 32 participantes en el Mundial de Fútbol de 1998, que se realizó en Francia y en el que los jamaiquinos se encuadraron en el grupo H (junto a Croacia, Argentina y Japón).
Para tomar parte en el campeonato, los pupilos de René Simões disputaron cuatro rondas de clasificación. Tras deshacerse de Surinam y Barbados por eliminación directa, Jamaica jugó dos fases regulares con sistema de todos contra todos.
Ya en el Mundial, el conjunto jamaicano no pudo acceder a las eliminatorias por el título. Tras cosechar una sola victoria, Jamaica acabó tercera en su grupo por detrás de argentinos y croatas.

## Clasificación

### Primera ronda - Grupo 1
| Equipo 1 | Agr. | Equipo 2 | Ida | Vuelta |
| -------- | ---- | -------- | --- | ------ |
| Surinam  | 0–2  | Jamaica  | 0–1 | 0–1    |

### Segunda ronda - Grupo C
| Equipo 1 | Agr. | Equipo 2 | Ida | Vuelta |
| -------- | ---- | -------- | --- | ------ |
| Barbados | 0–3  | Jamaica  | 0–1 | 0–2    |

### Tercera ronda
| Equipo                       | Pts. | PJ | PG | PE | PP | GF | GC | Dif |
| ---------------------------- | ---- | -- | -- | -- | -- | -- | -- | --- |
| Jamaica                      | 13   | 6  | 4  | 1  | 1  | 12 | 3  | 9   |
| México                       | 12   | 6  | 4  | 0  | 2  | 14 | 6  | 8   |
| Honduras                     | 10   | 6  | 3  | 1  | 2  | 18 | 11 | 7   |
| San Vicente y las Granadinas | 0    | 6  | 0  | 0  | 6  | 6  | 30 | -24 |

| Fecha                    | Lugar            |                              |                                         | Resultado |                                         |                              |
| ------------------------ | ---------------- | ---------------------------- | --------------------------------------- | --------- | --------------------------------------- | ---------------------------- |
| 15 de septiembre de 1996 | Kingston         | Jamaica                      | Bandera de Jamaica                      | 3:0 (1:0) | Bandera de Honduras                     | Honduras                     |
| 23 de septiembre de 1996 | Kingstown        | San Vicente y las Granadinas | Bandera de San Vicente y las Granadinas | 1:2 (0:2) | Bandera de Jamaica                      | Jamaica                      |
| 16 de octubre de 1996    | Ciudad de México | México                       | Bandera de México                       | 2:1 (1:0) | Bandera de Jamaica                      | Jamaica                      |
| 27 de octubre de 1996    | San Pedro Sula   | Honduras                     | Bandera de Honduras                     | 0:0       | Bandera de Jamaica                      | Jamaica                      |
| 10 de noviembre de 1996  | Kingston         | Jamaica                      | Bandera de Jamaica                      | 5:0 (2:0) | Bandera de San Vicente y las Granadinas | San Vicente y las Granadinas |
| 17 de noviembre de 1996  | Kingston         | Jamaica                      | Bandera de Jamaica                      | 1:0 (0:0) | Bandera de México                       | México                       |

### Cuarta ronda (Hexagonal final)
| Equipo         | Pts | PJ | PG | PE | PP | GF | GC | Dif |
| -------------- | --- | -- | -- | -- | -- | -- | -- | --- |
| México         | 18  | 10 | 4  | 6  | 0  | 23 | 7  | 16  |
| Estados Unidos | 17  | 10 | 4  | 5  | 1  | 17 | 9  | 8   |
| Jamaica        | 14  | 10 | 3  | 5  | 2  | 7  | 12 | −5  |
| Costa Rica     | 12  | 10 | 3  | 3  | 4  | 13 | 12 | 1   |
| El Salvador    | 10  | 10 | 2  | 4  | 4  | 11 | 16 | −5  |
| Canadá         | 6   | 10 | 1  | 3  | 6  | 5  | 20 | −15 |

| Fecha                    | Lugar            |                |  | Resultado |  |                |
| ------------------------ | ---------------- | -------------- |  | --------- |  | -------------- |
| 2 de marzo de 1997       | Kingston         | Jamaica        |  | 0:0       |  | Estados Unidos |
| 13 de abril de 1997      | Ciudad de México | México         |  | 6:0 (3:0) |  | Jamaica        |
| 27 de abril de 1997      | Vancouver        | Canadá         |  | 0:0       |  | Jamaica        |
| 11 de mayo de 1997       | San José         | Costa Rica     |  | 3:1 (1:0) |  | Jamaica        |
| 18 de mayo de 1997       | Kingston         | Jamaica        |  | 1:0 (1:0) |  | El Salvador    |
| 7 de septiembre de 1997  | Kingston         | Jamaica        |  | 1:0 (0:0) |  | Canadá         |
| 14 de septiembre de 1997 | Kingston         | Jamaica        |  | 1:0 (0:0) |  | Costa Rica     |
| 3 de octubre de 1997     | Washington       | Estados Unidos |  | 1:1 (0:0) |  | Jamaica        |
| 9 de noviembre de 1997   | San Salvador     | El Salvador    |  | 2:2 (0:0) |  | Jamaica        |
| 16 de noviembre de 1997  | Kingston         | Jamaica        |  | 0:0       |  | México         |

## Jugadores
Entrenador:  René Simões
| No. | Pos. | Jugador           | Fecha de nacimiento (edad)         | Apa. | Club            |
| --- | ---- | ----------------- | ---------------------------------- | ---- | --------------- |
| 1   | POR  | Warren Barrett    | 9 de julio de 1970 (27 años)       | 128  | Violet Kickers  |
| 2   | DEF  | Stephen Malcolm   | 2 de mayo de 1970 (28 años)        | 62   | Seba United     |
| 3   | MED  | Chris Dawes       | 31 de mayo de 1974 (24 años)       | 20   | Galaxy          |
| 4   | DEF  | Linval Dixon      | 14 de septiembre de 1971 (26 años) | 104  | Hazard United   |
| 5   | DEF  | Ian Goodison      | 21 de noviembre de 1972 (25 años)  | 55   | Olympic Gardens |
| 6   | MED  | Fitzroy Simpson   | 26 de febrero de 1970 (28 años)    | 23   | Portsmouth      |
| 7   | MED  | Peter Cargill     | 2 de marzo de 1964 (34 años)       | 76   | Harbour View    |
| 8   | DEL  | Marcus Gayle      | 27 de septiembre de 1970 (27 años) | 5    | Wimbledon       |
| 9   | DEL  | Andy Williams     | 23 de septiembre de 1977 (20 años) | 25   | Columbus Crew   |
| 10  | DEL  | Walter Boyd       | 1 de enero de 1972 (26 años)       | 57   | Arnett Gardens  |
| 11  | MED  | Theodore Whitmore | 5 de agosto de 1972 (25 años)      | 76   | Seba United     |
| 12  | DEF  | Dean Sewell       | 13 de abril de 1972 (26 años)      | 4    | Constant Spring |
| 13  | POR  | Aaron Lawrence    | 11 de agosto de 1970 (27 años)     | 17   | Reno            |
| 14  | POR  | Donovan Ricketts  | 7 de junio de 1977 (21 años)       | 0    | Wadadah         |
| 15  | DEF  | Ricardo Gardner   | 25 de septiembre de 1978 (19 años) | 34   | Harbour View    |
| 16  | MED  | Robbie Earle      | 27 de enero de 1965 (33 años)      | 8    | Wimbledon       |
| 17  | DEL  | Onandi Lowe       | 2 de diciembre de 1973 (24 años)   | 30   | Harbour View    |
| 18  | DEL  | Deon Burton       | 25 de octubre de 1976 (21 años)    | 18   | Derby County    |
| 19  | DEF  | Frank Sinclair    | 3 de diciembre de 1971 (26 años)   | 5    | Chelsea         |
| 20  | MED  | Darryl Powell     | 15 de noviembre de 1971 (26 años)  | 2    | Derby County    |
| 21  | DEF  | Durrant Brown     | 8 de julio de 1964 (33 años)       | 125  | Wadadah         |
| 22  | DEL  | Paul Hall         | 3 de julio de 1972 (25 años)       | 23   | Portsmouth      |

## Participación

### Grupo H
| Equipo    | Pts | PT | G | E | P | GF | GC | DG |
| --------- | --- | -- | - | - | - | -- | -- | -- |
| Argentina | 9   | 3  | 3 | 0 | 0 | 7  | 0  | 7  |
| Croacia   | 6   | 3  | 2 | 0 | 1 | 4  | 2  | 2  |
| Jamaica   | 3   | 3  | 1 | 0 | 2 | 3  | 9  | -6 |
| Japón     | 0   | 3  | 0 | 0 | 3 | 1  | 4  | -3 |

| 14 de junio de 1998 | Jamaica   | 1:3 (1:1) | Croacia                                 | Stade Félix Bollaert, Lens                                           |                                                                      |
|                     | Earle 45' | Reporte   | Stanić 27' · Prosinečki 53' · Šuker 69' | Asistencia: 38 058 espectadores Árbitro(s): Vítor Pereira (Portugal) | Asistencia: 38 058 espectadores Árbitro(s): Vítor Pereira (Portugal) |

| 21 de junio de 1998 | Argentina                                        | 5:0 (1:0) | Jamaica | Parc des Princes, París                                             |                                                                     |
|                     | Ortega 31', 55' · Batistuta 73', 78', 83' (pen.) | Reporte   |         | Asistencia: 45 000 espectadores Árbitro(s): Rune Pedersen (Noruega) | Asistencia: 45 000 espectadores Árbitro(s): Rune Pedersen (Noruega) |

| 26 de junio de 1998 | Japón        | 1:2 (0:1) | Jamaica           | Stade Gerland, Lyon                                                |                                                                    |
|                     | Nakayama 74' | Reporte   | Whitmore 39', 54' | Asistencia: 39 100 espectadores Árbitro(s): Günter Benkö (Austria) | Asistencia: 39 100 espectadores Árbitro(s): Günter Benkö (Austria) |